# Leżajsk (bier)
Leżajsk is een Pools biermerk van lage gisting. Het bier wordt gebrouwen in Browar Leżajsk te Leżajsk. De brouwerij maakt onderdeel uit van de Grupa Żywiec (61% eigendom van Heineken) en mogelijk wordt het bier ook gebrouwen in een van de andere vier brouwerijen van de groep.

## Varianten
Na de fusie van de brouwerijen tot de Grupa Żywiec werd er flink gesnoeid in het gamma, meestal ten voordele van de lichte blonde lagers en ten nadele van de sterkere donkere lagers en porters.
- Leżajsk Pełne, blonde lager met een alcoholpercentage van 5,5%
- Leżajsk Niepasteryzowane, blonde ongepasteuriseerde lager met een alcoholpercentage van 5,5%

Verdwenen uit het assortiment:
- Leżajsk Mocne, blonde lager met een alcoholpercentage van 7%
- Leżajsk Pszeniczne, blond weizenbier met een alcoholpercentage van 5,3%